# HMS Rodney (29)
El HMS Rodney va ser un dels dos cuirassats de la classe Nelson construïts per a la Royal Navy a mitjans de la dècada de 1920. El vaixell va entrar en servei el 1928 i va passar la seva carrera en temps de pau amb les Flotes de l'Atlàntic i la Home Fleet, servint de vegades com a vaixell insígnia quan el seu vaixell germà, el Nelson, estava sent reformat. Durant les primeres etapes de la Segona Guerra Mundial, va buscar vaixells corsaris alemanys, va participar a la campanya de Noruega i va escortar combois a l'oceà Atlàntic. El Rodney va tenir un paper important en l'enfonsament del cuirassat alemany Bismarck a mitjans de 1941.
Després d'una breu reforma als Estats Units, va escortar combois a Malta i va donar suport a la invasió aliada de l'Algèria francesa durant l'operació Torxa a finals de 1942. El vaixell va cobrir les invasions de Sicília (operació Husky) i Itàlia (operació Baytown) a mitjans de 1943. Durant el desembarcament de Normandia el juny de 1944, el Rodney va proporcionar suport de foc naval i va continuar fent-ho durant diverses ofensives posteriors prop de la ciutat francesa de Caen. El vaixell va escortar un comboi a través de l'Àrtic fins a la Unió Soviètica a finals de 1944. En mal estat a causa de l'ús extremadament intensiu i la manca de reforma, va ser reduït a la reserva a finals de 1945 i va ser desballestat el 1948.

## Antecedents i descripció

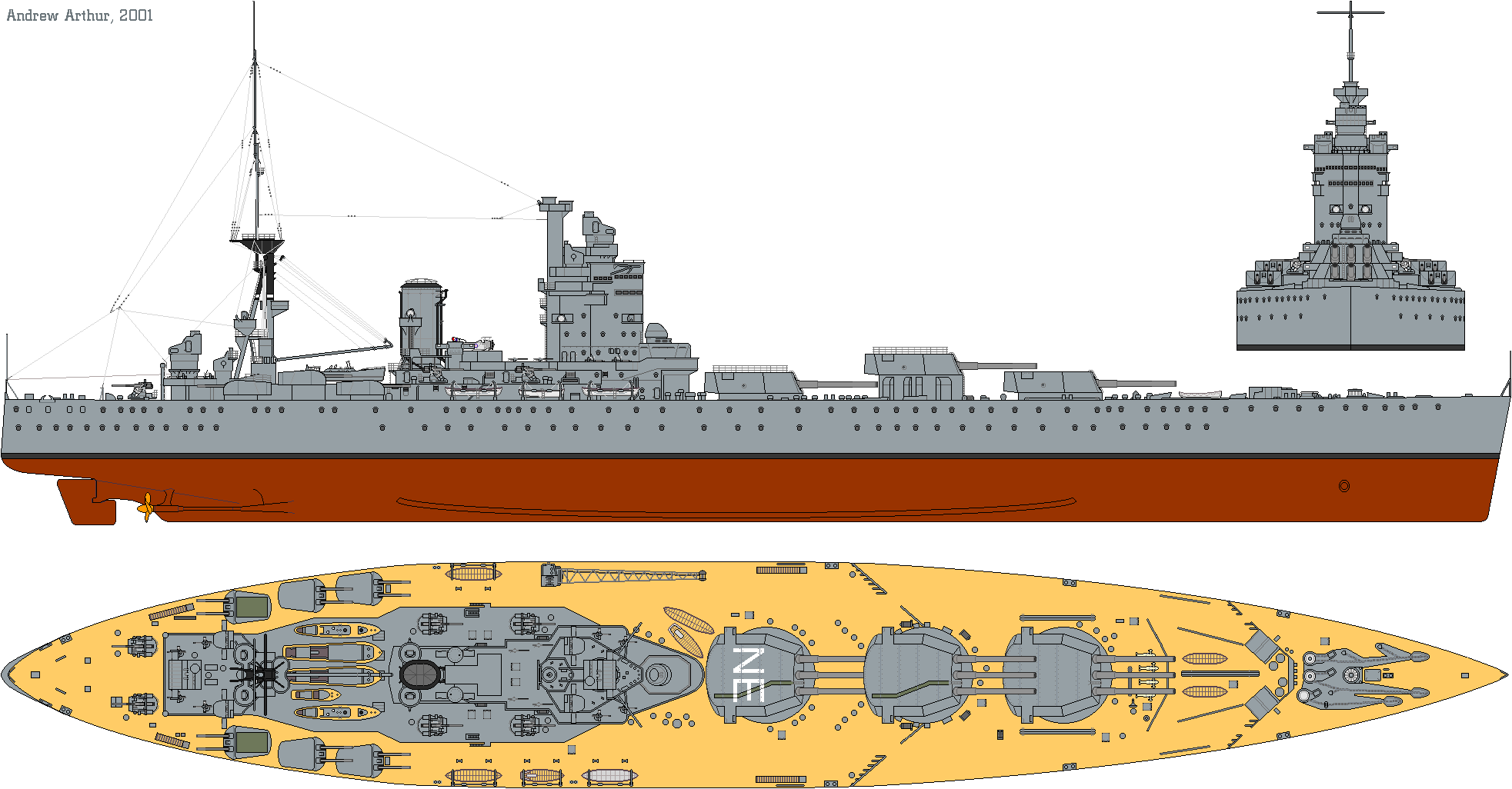
Dibuix de perfil de Nelson tal com es va construir

El cuirassat classe Nelson era essencialment una versió més petita, de 23 nusos (43 km/h; 26 mph), del creuer de batalla G3, que havia estat cancel·lat per superar les restriccions del Tractat Naval de Washington de 1922. El disseny, que havia estat aprovat sis mesos després de la signatura del tractat, tenia un armament principal de canons de 16 polzades (406 mm) per igualar la potència de foc de les  classes Colorado estatunidenca i Nagato japonesa a la línia de batalla en un vaixell que desplaçava no més de 35.000 tones llargues (36.000 t).
El Rodney tenia una eslora entre perpendiculars de 660 peus (201,2 m) i una eslora total de 710 peus i 3 polzades (216,5 m), una mànega de 106 peus (32,3 m) i un calat de 30 peus i 2 polzades (9,2 m) amb càrrega estàndard. Desplaçava 33.730 tones llargues (34.270 t) amb càrrega estàndard i 37.430 tones llargues (38.030 t) amb càrrega de gran profunditat. La seva tripulació comptava amb 1.361 oficials i mariners quan servia com a vaixell insígnia i 1.314 com a vaixell privat . El vaixell estava propulsat per dos conjunts de turbines de vapor amb engranatges Brown-Curtis, cadascuna accionant un eix, utilitzant vapor de vuit calderes de 3 tambors de l'Almirallat. Les turbines tenien una potència nominal de 45.000 cavalls de força (34.000 kW) i estaven destinades a donar al vaixell una velocitat màxima de 23 nusos. Durant les seves proves de mar el 7 de setembre de 1927, el Rodney va assolir una velocitat màxima de 23,8 nusos (44,1 km/h) amb una potència de 45.614 cavalls de potència (34.014 kW). El vaixell transportava prou fueloil per donar-li una autonomia de 7.000 milles nàutiques (13.000 km) a una velocitat de creuer de 16 nusos (30 km/h).

### Armament i control de foc

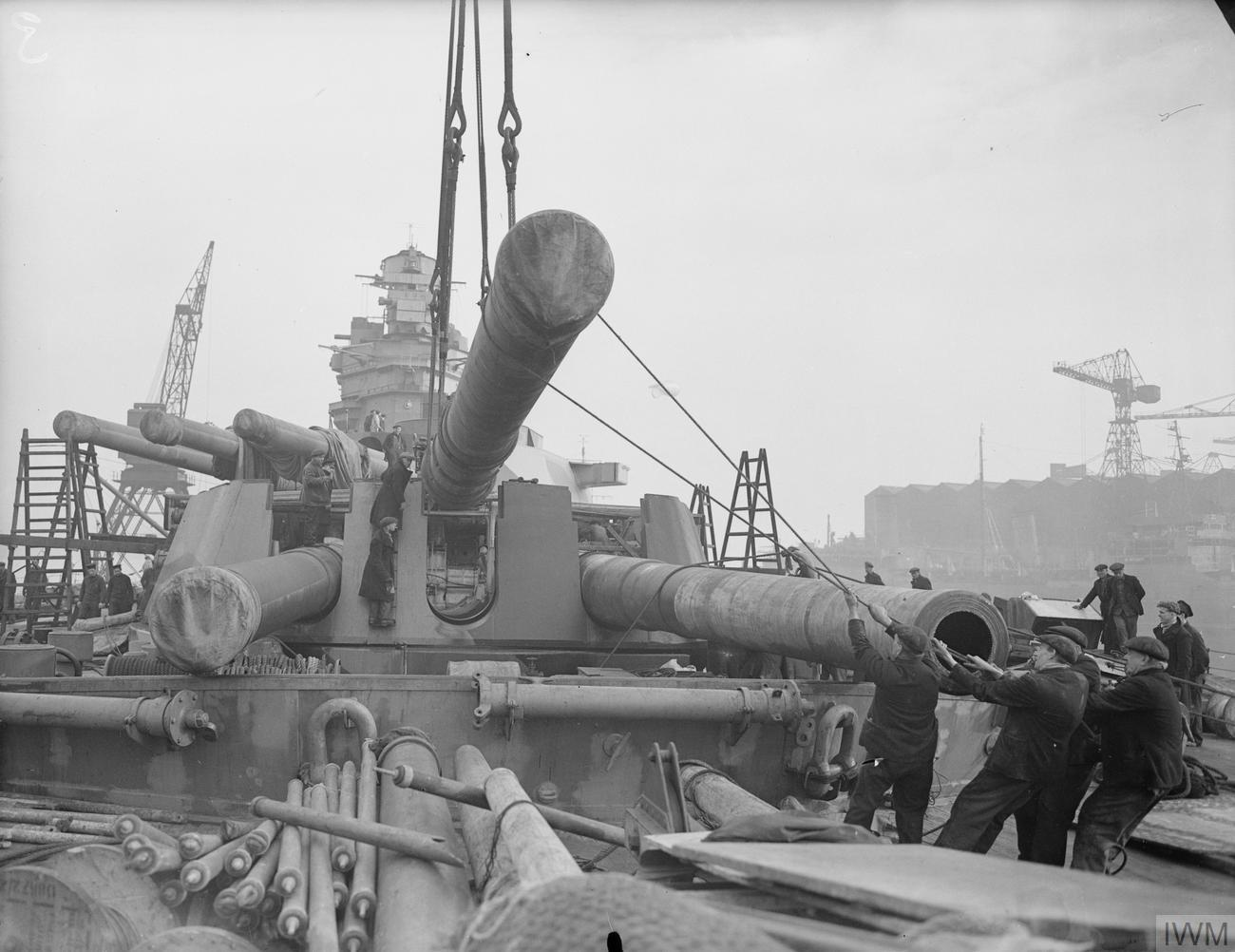
Instal·lació d'un canó de 16 polzades a la torreta 'A', febrer de 1942

La bateria principal dels vaixells de la classe Nelson consistia en nou canons de retrocàrrega (BL) de 16 polzades (406 mm) en tres torretes de triple canó situades davant de la superestructura. Designades com a "A", "B" i "X" de davant a darrere, la torreta "B" sobredisparava per sobre de les altres. El seu armament secundari consistia en una dotzena de canons BL Mk XXII de 6 polzades (152 mm) en torretes de dos canons a popa de la superestructura, tres torretes a cada costat. El seu armament antiaeri (AA) consistia en sis canons Mk VIII de foc ràpid (QF) de 4,7 polzades (120 mm) en muntatges individuals sense blindatge i vuit canons QF de 2 lliures (40 mil·límetres (1,6 polzades)) en muntatges individuals. Els vaixells estaven equipats amb dos tubs llançatorpedes submergits de 24,5 polzades (622 mm), un a cada costat, inclinats 10° respecte a la línia central.
Els Nelson es van construir amb dos directors de control de foc equipats amb telèmetres de 4,6 m. Un estava muntat sobre el pont i l'altre a la popa de la superestructura. Cada torreta també estava equipada amb un telèmetre de 12,5 m. L'armament secundari estava controlat per quatre directors equipats amb telèmetres de 3,7 m. Un parell estava muntat a cada costat del director principal al sostre del pont i els altres estaven al costat del director principal de popa. Els directors antiaeris estaven situats en una torre a la popa del director d'armament principal amb un telèmetre d'angle alt de 3,6 metres al mig de la torre. Un parell de directors de control de torpedes amb telèmetres de 4,5 metres estaven situats al costat de l'embut.

### Protecció
El cinturó de la línia de flotació dels vaixells consistia en un blindatge cimentat Krupp (KC) de 356 mm de gruix entre les barbetes dels canons principals i aprimat a 330 mm sobre les sales de màquines i calderes, així com les santabàrbares de sis polzades, però no arribava ni a la proa ni a la popa. Per millorar la seva capacitat de desviar el foc en picat, la seva vora superior estava inclinada 18° cap a l'exterior. Els extrems de la ciutadella blindada estaven tancats per mampares transversals de blindatge no cimentat de 203 i 305 mm de gruix a l'extrem davanter i de 102 i 254 mm de gruix a l'extrem posterior. Les cares de les torretes dels canons principals estaven protegides per un blindatge KC de 16 polzades, mentre que els costats de la torreta tenien de 229 a 279 mm de gruix i les plaques de blindatge del sostre mesuraven 184 mm de gruix.
El blindatge KC de les barbetes variava en gruix de 12 a 15 polzades (305 a 381 mm). La part superior de la ciutadella blindada dels vaixells de la classe Nelson estava protegida per una coberta blindada que descansava sobre la part superior del blindatge del cinturó. Les seves plaques de blindatge no cimentades variaven en gruix des de 6,25 polzades (159 mm) sobre els carregadors del canó principal fins a 3,75 polzades (95 mm) sobre els espais de la maquinària de propulsió i els carregadors secundaris. A popa de la ciutadella hi havia una coberta blindada de 4,25 polzades (108 mm) de gruix al nivell de la vora inferior del blindatge del cinturó que s'estenia gairebé fins al final de la popa per cobrir l'aparell de direcció. El blindatge KC de la torre de comandament tenia de 12 a 14 polzades (305 a 356 mm) de gruix amb un sostre de 6,5 polzades (170 mm). Les torretes dels canons secundaris estaven protegides per 1–1,5 polzades (25–38 mm) de blindatge no cimentat. La protecció subaquàtica del Nelson estava formada per un doble fons d'1,5 m de profunditat i un sistema de protecció contra torpedes. Consistia en un compartiment estanc exterior buit i un compartiment interior ple d'aigua. Tenien una profunditat total de 3,7 m i estaven recolzats per un mampara antitorpedes d'1,5 polzades de gruix.

### Deficiències de disseny
La classe Nelson va ser un disseny innovador, però limitat per les restriccions del Tractat Naval de Washington. La decisió d'utilitzar canons de 16 polzades combinada amb el límit de desplaçament de 35.000 tones va fer que l'estalvi de pes fos la principal preocupació dels dissenyadors. El director de Construcció Naval, Eustace Tennyson d'Eyncourt, va informar al dissenyador del vaixell, Edward Attwood: "Per mantenir el desplaçament a 35.000 tones, tot s'ha de reduir al mínim". L'èmfasi en l'estalvi de pes va provocar deficiències que van afectar el rendiment del Rodney durant la Segona Guerra Mundial. Els compromisos de disseny van tenir menys conseqüències negatives per al Nelson perquè aquest vaixell va patir diverses reformes immediatament abans i durant la guerra. L'arquitecte i historiador naval David K. Brown va declarar: "Sembla probable que en la recerca de l'estalvi de pes, l'estructura no fos prou forta". A diferència del Nelson, que va superar l'especificació de disseny per al pes de la maquinària, la maquinària més lleugera del Rodney va provocar problemes crònics. La resistència del vaixell va disminuir substancialment en la dècada posterior a la seva botadura; en la seva acció de 1941 contra el Bismarck, el Rodney gairebé es va veure obligat a abandonar la persecució per manca de combustible. Els dissenyadors britànics van citar la poca resistència del vaixell a l'hora d'establir els requisits de resistència per al cuirassat Vanguard. Al llarg de la guerra, el Rodney va patir fuites com a resultat del panteix, i el vaixell va requerir reparacions a causa de fuites greus el 1940, 1941 i 1944. Durant una tempesta, la fuita va ser prou greu com per desbordar una bomba de 50 tones. Les fuites, els reblons defectuosos i altres problemes van continuar afectant el Rodney fins i tot després d'una reforma el 1941 a Boston, Massachusetts. El 1943, els funcionaris van concloure que necessitava una modernització completa per allargar la seva vida útil. El vaixell mai va rebre les millores necessàries i, com a resultat, va ser declarat com a no apte per al servei a finals de 1944.

### Modificacions

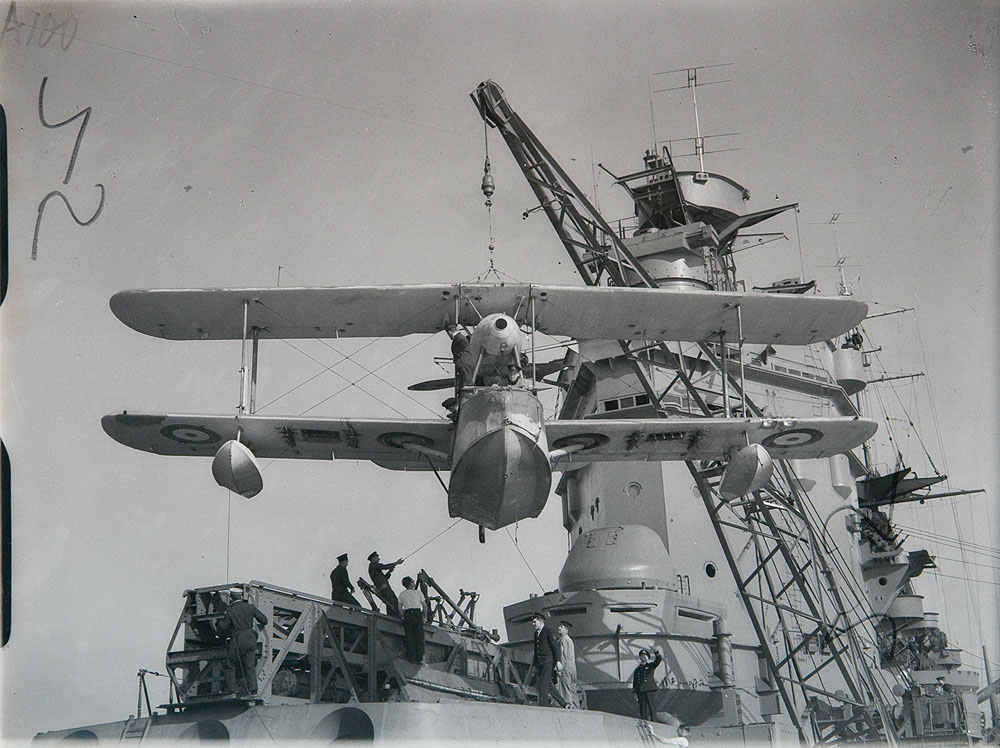
Pujant un Walrus amfibi a bord

Els directors d'angle elevat, el telèmetre i la seva plataforma van ser substituïts per una nova plataforma circular per al director del Sistema de Control d'Angle Elevat (HACS) Mk I al març de 1930. Al juliol de 1932, els canons individuals de dues lliures i el director de torpedes d'estribord van ser retirats i substituïts per un únic suport "pom-pom" de vuit canons de dues lliures al costat d'estribord de l'embut i es va afegir un telèmetre de 2,7 m a la part posterior del sostre del pont. El suport del costat de babord es va instal·lar uns anys més tard a la posició ocupada pel director de torpedes de babord i es van afegir directors antiaeris per a tots dos suports a l'estructura del pont. El 1934-1935, se li va equipar un parell de suports quàdruples per a metralladores AA Vickers de 12,7 mm que es van posicionar a la superestructura davantera. El vaixell estava equipat amb una catapulta d'avions al sostre de la torreta 'X' i una grua plegable al costat del pont també es va afegir el 1937 per hissar l'avió dins i fora de l'aigua. A bord es va utilitzar per primera vegada una versió hidroavió del bombarder torpediner Fairey Swordfish, però aviat va ser substituït per un amfibi Supermarine Walrus. A l'octubre de 1938 es va afegir un altre muntatge de vuit "pom-pom" al castell de coberta i es va instal·lar un prototip de sistema de radar d'alerta primerenca Tipus 79Y al pal del Rodney. Va ser el primer cuirassat a estar equipat així.

Entrenament d'artilleria de l'octuple 'pom-pom', octubre de 1940

Durant una breu remodelació HM Dockyard, Rosyth, Escòcia, del 24 d'agost al 10 de setembre de 1940, el radar Tipus 79Y es va actualitzar a un sistema Tipus 279 i es van instal·lar dos canons antiaeris lleugers Oerlikon de 20 mil·límetres (0,8 polzades) al sostre de la torreta 'B'. Mentre el Rodney estava sent remodelat a la drassana naval de Boston, als Estats Units, entre juny i agost de 1941, els Oerlikon van ser substituïts per un muntatge quàdruple de dues lliures i es van instal·lar un parell de muntatges vuit de dues lliures en lloc dels directors d'artilleria de sis polzades de la part posterior. A més, es va afegir un conjunt complet de radars. Un radar Tipus 281 va substituir el Tipus 279, es va instal·lar un radar de cerca de superfície Tipus 271, així com un radar d'artilleria Tipus 284 al sostre del director del canó principal davanter. L'armament antiaeri lleuger del vaixell va ser fortament reforçat durant una reforma entre febrer i maig de 1942 amb disset Oerlikons de 20 mm en muntures individuals afegits als sostres de les torretes, la superestructura i les cobertes. Les muntures quàdruples de 0,5 polzades van ser substituïdes per directors "pom-pom" Mk III i es van instal·lar tres Mk III addicionals per controlar les muntures octuples de dues lliures de popa, totes equipades amb radars de control de foc Tipus 282. El HACS Mk I va ser substituït per un director Mk III i es van afegir quatre directors de barrera (antiaeris) amb radars Tipus 283 per als canons principals. A més, es va actualitzar el seu conjunt de radars: el radar Tipus 271 va ser substituït per un sistema Tipus 273 , es va afegir un radar d'alerta primerenca Tipus 291 i es va instal·lar un radar de control de foc Tipus 285 al sostre del director HACS.
Mentre estava en reparació a Rosyth entre l'agost i el setembre, es van afegir quatre Oerlikons addicionals al castell de coberta. El maig de 1943 es van afegir escuts de canons als canons de 4,7 polzades i es va retirar la catapulta del sostre de la torreta 'X'.</ref>  Durant aquesta breu reforma es van instal·lar molts més Oerlikons, concretament 36 muntatges individuals més i 5 muntatges bessons, cosa que va donar a Rodney un total de 67 armes en 57 muntatges individuals i 5 bessons. Com a preparació per al seu paper de suport de foc naval durant el desembarcament de Normandia, es van afegir dos Oerlikons més, així com un pertorbador de ràdio Tipus 650 entre el gener i el març de 1944. Aquestes addicions van augmentar el desplaçament de profunditat del vaixell a 43.100 tones llargues (43.800 t) i la seva tripulació a 1.631-1.650 homes.

## Construcció i carrera professional

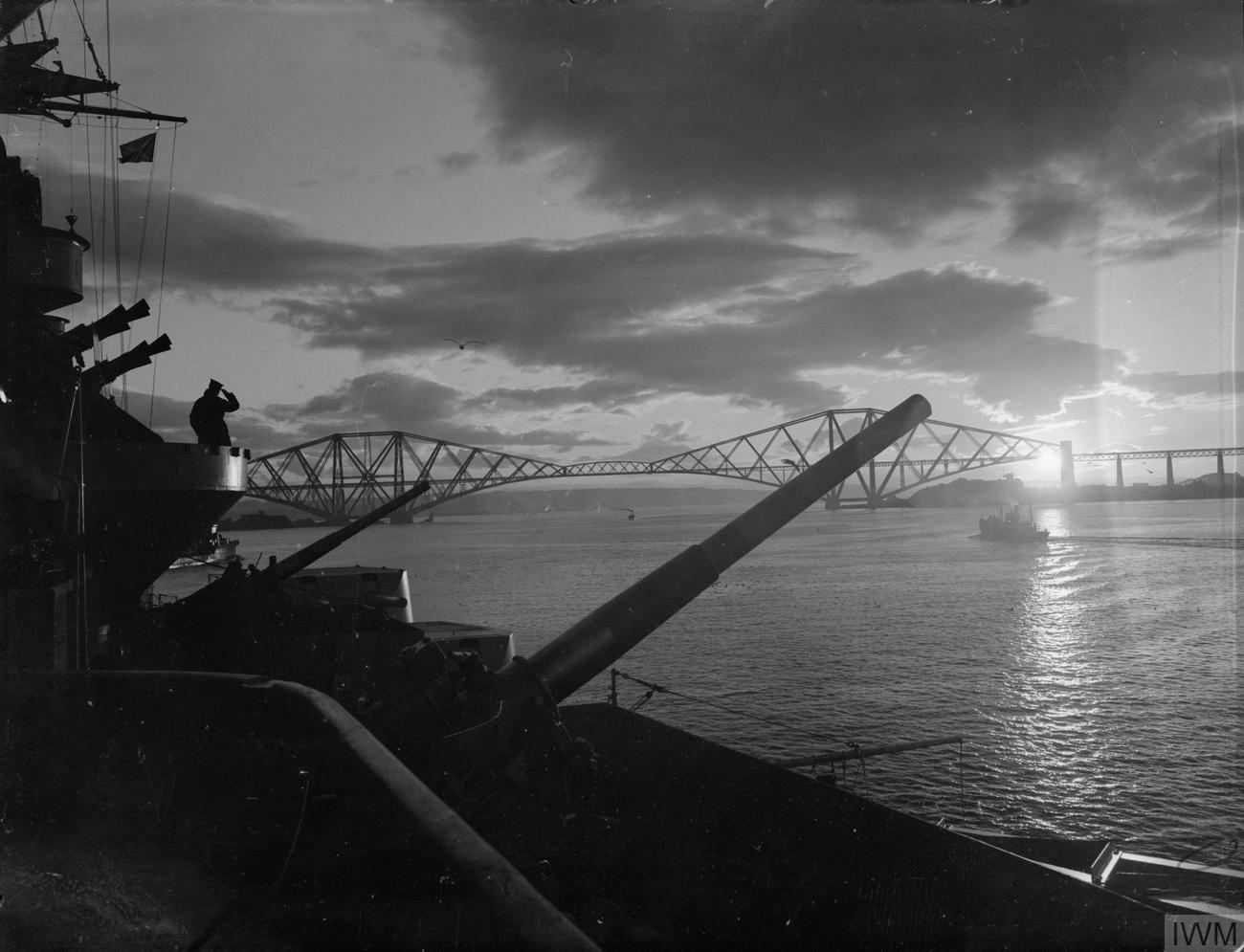
Posta de sol a bord del Rodney al Firth of Forth, octubre de 1940

El Rodney , que portava el nom de l'almirall Lord George Rodney, va ser el sisè vaixell del seu nom que va servir a la Royal Navy. Amb el número de drassana 904, se li va col·locar la quilla el 28 de desembre de 1922 com a part del Programa Naval de 1922 a la drassana de Cammell Laird a Birkenhead i va ser botat el 17 de desembre de 1925 per la princesa Mary, vescomtessa Lascelles, després de tres intents de trencar l'ampolla de Borgonya Imperial. Es va completar i les seves proves van començar a l'agost de 1927 i va ser comissionat el 7 de desembre sota el comandament del capità Henry Kitson. El vaixell va costar 7.617.799 lliures. Els vaixells de la classe Nelson van rebre diversos sobrenoms: Rodnol i Nelsol, en honor als petrolers de la Royal Fleet Auxiliary amb una superestructura prominent a la part central del vaixell i noms que acaben en "ol", The Queen's Mansions per una semblança entre la seva superestructura i el bloc de pisos de Queen Anne's Mansions, el parell de botes , les germanes ugly i la classe Cherry Tree, ja que van ser reduïdes pel Tractat Naval de Washington. Les proves de Rodney es van reprendre després que fos formalment comissionada i van continuar fins que va entrar en servei el 28 de març de 1928. El vaixell va ser assignat al 2n Esquadró de Batalla de la Flota Atlàntica (rebatejada com a Home Fleet el març de 1932) i va romandre així, a part de reformes o reparacions, fins al 1941. El 21 d'abril, Kitson va ser rellevat pel capità Francis Tottenham. El mes següent es va dirigir cap al nord, a Invergordon, Escòcia, per unir-se a la resta de la Flota Atlàntica en els exercicis anuals. Rodney va tornar al sud a l'agost, on va ser la Guàrdia Reial durant la Setmana de Cowes , on el vaixell va acollir el rei Jordi V i la reina Maria l'11 d'agost. El cuirassat va navegar després cap a HM Dockyard, Devonport, per participar en una Setmana de la Marina amb finalitats benèfiques que va acollir 67.000 visitants a la drassana. Rodney va fer algunes obres al seu buc a Gladstone Dock de Glasgow a principis d'octubre.
A principis de 1929, les flotes de l'Atlàntic i de la Mediterrània es van combinar per a les seves maniobres anuals de flota al mar Mediterrani. Mentre visitava Torquay, Devon, per a una trobada de flota al juliol, Rodney va rebre l'ordre d'anar a ajudar dos submarins que havien xocat davant de Milford Haven, Gal·les, el 9 de juliol. Amb l'ordre de navegar a tota velocitat, el vaixell va arribar a Pembroke Dock l'endemà al matí per carregar equips de rescat i salvament. Retardat un dia pel mal temps per al busseig, va arribar al lloc l'endemà al vespre, però ja era massa tard perquè hi hagués supervivents del H47 i el Rodney va salpar cap a HM Dockyard, Portsmouth. La maquinària de propulsió del vaixell estava resultant problemàtica en aquell moment i va ser atracat allà a finals de setembre per a una reparació que va durar la resta de l'any. El capità Andrew Cunningham, més tard Primer Lord del Mar, va rellevar Tottenham el 15 de desembre.
A part del programa habitual d'exercicis, el juny de 1930 el Rodney va visitar Portrush, Irlanda del Nord, on es va nomenar un carrer en honor del cuirassat, i va fer un viatge a Islàndia per commemorar el mil·lenari del Parlament islandès. Cunningham va ser rellevat pel capità Roger Bellairs el 16 de desembre. A mitjans de setembre de 1931, la tripulació del Rodney va participar en el motí d'Invergordon quan van rebutjar l'ordre d'anar al mar per a un exercici, tot i que van cedir després de diversos dies quan l'Almirallat va reduir la severitat de les retallades salarials que van provocar el motí. Descontent amb la manera com Bellairs havia tractat la tripulació durant el motí, l'Almirallat va ordenar que fos rellevat pel capità John Tovey el 12 d'abril de 1932.
Després que el Nelson encallés en sortir de Portsmouth el gener de 1934, el Rodney es va convertir en el vaixell insígnia temporal de la flota quan l'almirall Lord William Boyle, comandant de la Home Fleet, va hissar la seva bandera a bord per al creuer d'hivern a les Índies Occidentals Britàniques. La flota va visitar dos ports noruecs abans de tornar a casa. El capità Wilfred Custance va rellevar en Tovey el 31 d'agost. El creuer d'hivern de 1935 va veure el vaixell tornar a les Índies Occidentals, abans de visitar les Açores i després Gibraltar entre el 15 de gener i el 17 de març. El vaixell va participar en la Revista de la Flota del Jubileu de Plata del rei Jordi V a Spithead el 16 de juliol i després va servir de nou com a Guàrdia Reial durant la Setmana de Cowes. El capità William Whitworth va substituir Custance el 21 de febrer de 1936 i va ser rellevat pel capità Ronald Halifax el 25 de juliol.
Part de la tripulació de Rodney va viatjar a Londres per participar en la coronació del rei Jordi VI el 12 de maig de 1937 i el vaixell va participar en la Revisió de la Flota a Spithead el 20 de maig. Va tornar a convertir-se en el vaixell insígnia temporal de la flota quan el Nelson va començar una llarga reforma el mes següent i l'almirall Sir Roger Backhouse va hissar la seva bandera a bord. El Rodney va visitar Oslo, Noruega, al juliol. La reforma de Nelson va acabar el febrer de 1938 i els germans van fer una visita al port de Lisboa aquell mateix mes. El capità Edward Syfret va rellevar Whitworth el 16 d'agost, poc abans que Rodney comencés la seva curta reforma anual al setembre. Després de completar les seves proves posteriors a la reforma el gener de 1939, el contraalmirall Lancelot Holland va hissar la seva bandera a bord del vaixell com a comandant del 2n Esquadró de Batalla. Va disparar una salva de 21 canons en honor de l' arribada del president francès Albert Lebrun a Dover al març per mantenir converses amb el govern britànic. Mentre la Home Fleet es reunia a Scapa Flow quan les tensions amb Alemanya van augmentar a l'agost, el Rodney va tenir problemes de direcció i va haver de dirigir-se a Rosyth per fer reparacions i netejar el fons.

### Segona Guerra Mundial

#### 1939
Quan Gran Bretanya va declarar la guerra a l'Alemanya nazi el 3 de setembre de 1939, el Rodney i el gruix de la Home Fleet patrullaven les aigües entre Islàndia, Noruega i Escòcia a la recerca de corredors de bloqueig alemanys i després van fer pràcticament el mateix davant la costa noruega del 6 al 10 de setembre. La Home Fleet ja era al mar quan el submarí Spearfish, que patrullava a la badia de Helgoland, va ser greument danyat per càrregues de profunditat alemanyes el 24 de setembre. Incapaç de submergir-se, va demanar ajuda i la flota va respondre amb dos destructors escortant-lo fins a casa i la resta de la flota proporcionant cobertura. Els alemanys van albirar el gruix de la Home Fleet i va ser atacada per cinc bombarders del primer grup de l'Ala de Bombarders 30 (I./KG 30). El radar del Rodney va proporcionar un avís oportú i els avions no van infligir cap dany als vaixells britànics. El mes següent, el vaixell va formar part de la força de cobertura d'un comboi de mineral de ferro des de Narvik, Noruega.
El Syfret va ser rellevat pel capità Frederick Dalrymple-Hamilton el 21 de novembre. Després de l'enfonsament del creuer mercant armat Rawalpindi dos dies després pels cuirassats alemanys Scharnhorst i Gneisenau davant d'Islàndia, el Rodney i la resta de la Home Fleet van ser enviats a buscar-los, però el mal temps va permetre als cuirassats alemanys evadir els seus perseguidors i tornar a Alemanya. El cuirassat va tenir greus problemes amb el timó el 29 de novembre i es va veure obligat a tornar a Liverpool, dirigint només amb els motors, per a reparacions que van durar fins al 31 de desembre.

#### 1940

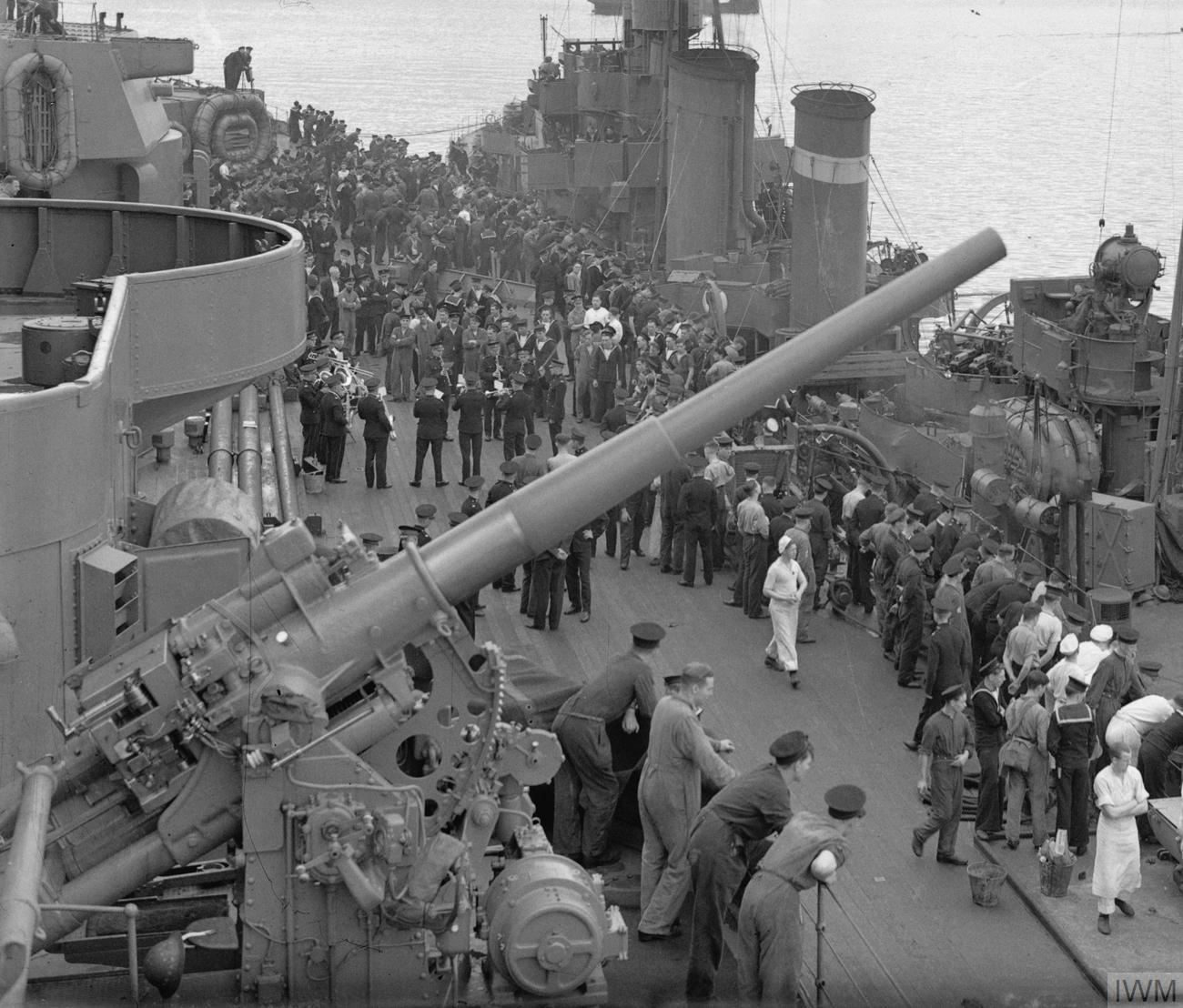
El destructor atracat al costat del Rodney, 1940. Un canó antiaeri QF Mk VIII de 4,7 polzades es troba en primer pla.

Amb el Nelson malmès per una mina el 4 de desembre, el Rodney va servir com a vaixell insígnia temporal de la flota fins al retorn de la seva germana a l'agost. Va passar la major part del gener i el febrer de 1940 ancorat amb missions ocasionals per proporcionar cobertura als combois dels invasors comercials. Durant una d'aquestes sortides el 21 de febrer amb mal temps, els seus problemes de direcció van tornar a sorgir i el van obligar a tornar a Greenock, Escòcia. Sis dies després, el vaixell va rebre la visita del rei Jordi VI i la reina Elisabet durant la seva gira per les drassanes escoceses per augmentar la moral. El primer Lord de l'Almirallat Winston Churchill (que aviat es convertiria en primer ministre) va embarcar al Rodney per a un viatge a Scapa Flow del 7 al 8 de març. Malgrat el perill d'un atac aeri de la Luftwaffe, la major part de la Home Fleet ara tenia la seva base allà; el Rodney gairebé va ser perdut durant un atac el 16 de març.
En rebre la notícia que la Royal Air Force havia atacat vaixells de guerra alemanys que es dirigien cap al Mar del Nord el 7 d'abril, l'almirall Sir Charles Forbes, comandant en cap de la Home Fleet, va ordenar que la majoria dels seus vaixells fessin mar aquella nit. El Rodney va rebre l'impacte d'una bomba de 500 quilograms el 9 d'abril davant la costa sud-oest de Noruega. La bomba es va trencar després de colpejar la cantonada d'una caixa de municions blindada de 4,7 polzades a la coberta superior a popa de la xemeneia; els seus fragments van penetrar a través de diverses cobertes abans de rebotar a la coberta blindada de quatre polzades i iniciar un petit incendi a la cuina. Tres homes van resultar ferits per la bomba i quinze més van patir cremades elèctriques quan l'aigua que s'utilitzava per apagar el foc es va vessar sobre una caixa de connexions. La tripulació va fer reparacions temporals i el vaixell va romandre al mar fins que va llançar àncora a Scapa Flow el 17 d'abril. En rebre l'avís que s'havien vist vaixells alemanys al mar de Noruega el 9 de juny, Forbes va ordenar a la Home Fleet, inclòs Rodney , que es fes a la mar per protegir els combois de tropes que evacuaven les forces aliades de Noruega.
El Nelson va tornar de la drassana el 24 de juliol i va reprendre el seu paper com a vaixell insígnia de la Home Fleet. El Rodney va ser transferit de Scapa Flow a Rosyth el 23 d'agost amb ordres d'atacar la flota d'invasió alemanya al Canal de la Mànega quan comencés l'operació Lleó Marí. Va tornar a Scapa el 4 de novembre per començar el servei d'escorta de combois. Després que el creuer mercant armat Jervis Bay fos enfonsat l'endemà pel creuer pesant Admiral Scheer, els germans van ser desplegades a la bretxa entre Islàndia i les Illes Fèroe per bloquejar qualsevol intent del creuer alemany de tornar a casa. El mes següent, el Rodney va ser encarregat de trobar-se amb el comboi HX 93 des de Halifax, Nova Escòcia, i escortar-lo a casa. El vaixell va patir una forta tempesta amb vents forts del 6 al 8 de desembre que va causar fuites a les plaques del buc amb una quantitat moderada d'inundacions. Les reparacions a Rosyth van començar el 18 de desembre, que van incloure un reforç estructural de les plaques del buc i un reforç general de l'estructura del buc davanter.

#### 1941
Després d'acabar la seva reparació el 13 de gener de 1941, el Rodney es va unir a la caça del Scharnhorst i del  Gneisenau, sense èxit, i després va escortar el Comboi HX 108 del 12 al 23 de febrer. El 16 de març, el vaixell va albirar aquest darrer cuirassat mentre escortava el Comboi HX 114 a l'Atlàntic Nord; el Gneisenau estava rescatant supervivents del vaixell frigorífic Chilean Reefer, de 1.831 tones de registre brut (GRT), quan el Rodney va aparèixer per l'horitzó, retallat contra la posta de sol. Parcialment amagat darrere del vaixell mercant en flames, l'oficial d'artilleria va estimar que el vaixell alemany, visible de manera intermitent, es trobava a 15 o 16 milles nàutiques (28 o 30 km) de distància, a prop de l'abast màxim dels canons del Rodney. Dalyrmple-Hamilton es va negar a perseguir el Gneisenau quan va girar a la seva velocitat màxima de 31 nusos (57 km/h) i va poder rescatar 27 supervivents i 2 mariners morts d'un bot salvavides abans de tornar al seu comboi. El comboi de tropes TC 10 va sortir de Halifax el 10 d'abril amb una forta escorta que incloïa el Rodney. Mentre navegava cap al sud des del riu Clyde a primera hora del 19 d'abril, el cuirassat va xocar i enfonsar accidentalment el vaixell d'arrossegament armat Topaze ; només quatre supervivents van poder ser rescatats pels destructors propers (altres fonts indiquen dos supervivents o cap supervivent)
Bismarck
El 22 de maig de 1941, el Rodney i quatre destructors formaven part de l'escorta del transatlàntic  quan salpava cap a Halifax. El cuirassat havia de continuar cap a Boston per a reparacions i una reforma. Amb aquesta finalitat, el vaixell transportava alguns dels materials, com ara tubs de caldera i tres muntures "pom-pom" octuples destinades a ser utilitzades en la seva reforma; altra càrrega incloïa tres o quatre caixes de marbres d'Elgin. També transportava 521 passatgers militars amb destinació a Halifax, així com un agregat naval adjunt americà que transportava documents importants de tornada als Estats Units. El Britannic portava civils al Canadà i portaria tropes i aviadors canadencs de tornada a Gran Bretanya.
Després que el Bismarck enfonsés el creuer de batalla Hood durant la batalla de l'estret de Dinamarca el matí del 24 de maig, l'Almirallat va ordenar al Rodney que s'unís a la persecució del vaixell alemany, deixant el destructor Eskimo per escortar el Britannic i emportant -se amb ell el Somali, Mashona i el Tartar en la recerca. Després que el creuer pesant Suffolk comuniqués per ràdio que havia perdut el contacte radar amb el Bismarck a les 04:01 del matí del 25 de maig, Dalrymple-Hamilton, després de consultar els seus oficials superiors i l'agregat americà, va decidir que el vaixell alemany probablement es dirigia cap a Brest i, per tant, va posar rumb cap a l'est per aturar-lo, arribant en alguns moments als vint-i-cinc nusos, cosa que superava la seva velocitat màxima dissenyada en dos nusos (3,7 km/h; 2,3 mph), tot i que això va causar diverses avaries mecàniques. Més tard aquell mateix matí, l'almirall Sir John Tovey al cuirassat King George V va ordenar a tots els vaixells que es dirigissin cap al nord-oest a causa d'un senyal mal interpretat de l'Almirallat, però Dalrymple-Hamilton sabia que el seu vaixell era massa lent per atrapar el Bismarck si es dirigia en aquella direcció i va ignorar l'ordre de Tovey. L'Almirallat va informar a Dalrymple-Hamilton que creien que el Bismarck probablement es dirigia cap a Brest o Saint Nazaire a les 11:40. Posteriorment, el capità va canviar de rumb més al sud-est per cobrir els accessos als ports espanyols on el vaixell alemany podria internar-se, però això va ser revocat per una ordre de l'Almirallat de girar cap al nord-est a les 14:30. Dalrymple-Hamilton va continuar cap al sud-est durant diverses hores més abans de decidir obeir l'ordre a les 16:20; durant aquest temps, el Bismarck va passar la seva posició just sota l'horitzó, a uns 46 km (25 milles nàutiques). Com que no havia vist el vaixell alemany a les 21:00, el Dalrymple-Hamilton va decidir girar de nou cap al sud-est, dirigint-se directament cap a Brest.

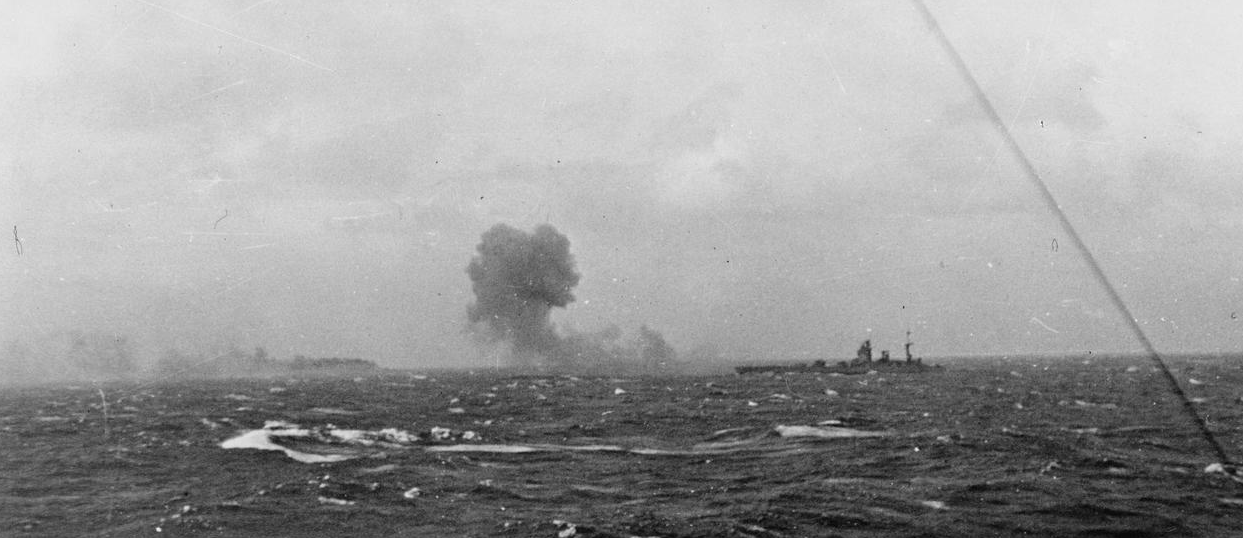
El Rodney disparant sobre el Bismarck, que es pot veure cremant en la distància

El Bismarck va ser albirat per un hidroavió Consolidated PBY Catalina a les 10:35 del 26 de maig i els dos cuirassats van poder unir-se quan Tovey es va adonar del seu error i va tornar enrere. Malgrat el mal temps, el portaavions Ark Royal va llançar el seu primer atac, amb 14 torpeders Swordfish, contra el vaixell alemany aquella tarda. Els pilots van confondre el creuer lleuger Sheffield amb el Bismarck i van atacar, tot i que el creuer va poder evadir els sis dels onze torpedes llançats que no van detonar quan van impactar contra el mar a causa de detonadors magnètics defectuosos. Cap al capvespre, l'Ark Royal va llançar un atac amb 15 Swordfish, els torpedes dels quals havien estat equipats amb detonadors de contacte. Malgrat el intens foc antiaeri, els Swordfish van impactar el Bismarck amb tres torpedes. Dos d'ells van impactar davant de les torretes de popa i no van causar danys significatius; l'últim va colpejar la popa, va inutilitzar la direcció del cuirassat i va fer que reduís significativament la velocitat. Aquell vespre, Tovey va destacar el Mashona i el Somali per reabastir-se de combustible i va fer que el Rodney es col·loqués darrere del King George V per a la batalla contra el Bismarck. Tot i que els seus vaixells podrien atrapar el vaixell alemany aquella nit ara que la direcció havia estat inhabilitada i els motors danyats, Tovey va decidir reduir la velocitat per estalviar combustible i esperar fins a l'alba per donar als seus vaixells el màxim temps possible per enfonsar el vaixell alemany.
El Rodney va albirar el Bismarck a les 08:44 del 27 de maig, un minut després del King George V, i va ser el primer a obrir foc a una distància de 23.400 iardes (21.400 m) tres minuts després, amb el Bismarck responent a les 08:49. Les salves inicials d'ambdós vaixells van fallar, però el Rodney es va colpejar a cavall del seu oponent amb la seva tercera salva i el va impactar dues vegades amb la quarta a les 09:02, destruint la torreta de superfoc davantera, inutilitzant la torreta inferior i danyant greument el seu pont. Al seu torn, el Bismarck no va impactar, tot i que va aconseguir danyar el Rodney amb estelles de projectil abans que els seus canons davanters fossin destruïts. Mentre el vaixell britànic maniobrava per acostar la torreta 'X' mentre tancava la distància, es va exposar al foc de les torretes de popa del Bismarck , que només van aconseguir colpejar el Rodney . A mesura que l'abast disminuïa, va començar a disparar torpedes, tot i que les ones de xoc dels accidents a punt de col·lidir van fer que la porta del tub d'estribord s'encallés a les 09:23. A les 09:31, el vaixell va explotar el canó esquerre de la torreta inferior de popa del Bismarck i va iniciar un incendi dins de la torreta que va forçar la seva evacuació. Al voltant d'aquest temps, el foc combinat del Rodney , el King George V i els creuers pesants Norfolk i Dorsetshire va destruir tots els canons principals del Bismarck. El Rodney es va acostar a curta distància i va continuar atacant, començant a disparar andanades completes contra el Bismarck en una trajectòria pràcticament plana, i va afegir tres torpedes més a una distància de 3.000 iardes (2.700 m) a partir de les 09:51; un d'aquests va fallar, però un altre podria haver impactat el Bismarck. Segons l'historiador naval Ludovic Kennedy, que va ser present a la batalla a bord del Tartar , «si és cert, [aquest és] l'únic cas a la història d'un cuirassat torpedinant-ne un altre».
Rodney va disparar 378 projectils de setze polzades i 706 projectils de sis polzades durant la batalla abans que Dalrymple-Hamilton ordenés un alto el foc cap a les 10:16, mentre que el Dorsetshire va rebre l'ordre d'acabar amb el Bismarck amb torpedes. Irònicament, els canons principals del Rodney, que disparaven a baixa altitud , havien danyat més que el Bismarck. Les plaques de coberta al voltant de les torretes dels canons principals havien estat deprimides pels efectes de la treta de boca dels canons, i alguns dels elements estructurals que les sostenien s'havien esquerdat o deformat. Les canonades, els urinaris i les canonades d'aigua s'havien trencat, mentre que l'impacte dels trets havia afluixat reblons i cargols de les planxes del buc, inundant diversos compartiments. Un canó de la torreta 'A' es va espatllar permanentment durant la batalla i dos més de la torreta 'B' van quedar temporalment inutilitzats.
El Rodney i el King George V , que es quedaven sense combustible, van rebre l'ordre de tornar a casa i van ser atacats ineficaçment per un parell de bombarders de la Luftwaffe l'endemà. El primer vaixell va arribar a Greenock per reposar municions, combustible i subministraments el 29 de maig i va partir cap a Halifax el 4 de juny juntament amb el transatlàntic Windsor Castle, escortat per quatre destructors. El Rodney va continuar fins a la drassana de Boston per les reparacions retardades de la seva maquinària de propulsió i els danys autoinfligits de la batalla, on va arribar el 12 de juny. Com que les reparacions van trigar diversos mesos a completar-se, la tripulació del Rodney va ser allotjada en campaments locals del Civilian Conservation Corps durant dues setmanes. Durant la reparació, Dalrymple-Hamilton va ser rellevat pel capità James Rivett-Carnac i el Rodney va partir de Boston cap a les Bermudes el 20 d'agost per treballar. El vaixell va arribar a Gibraltar el 24 de setembre per unir-se a la Força H.
Força H i operacions posteriors
El Rodney va sortir de Gibraltar més tard aquell mateix dia per unir-se a la seva germana per escortar un comboi a Malta a l'operació Halberd. Durant l'operació, el vaixell va abatre accidentalment un caça Fairey Fulmar del Fleet Air Arm i el Nelson va ser torpedinat. Inicialment va poder seguir el ritme del comboi, però va haver de tornar el 28 de setembre de 1941, seguit poc després pel Rodney i el Prince of Wales. Amb el Nelson obligat a tornar a casa per fer reparacions, el vicealmirall James Somerville va transferir la seva bandera al Rodney el 30 de setembre. La permanència del vaixell amb la Força H va ser breu, amb la seva única missió escortant dos portaavions que feien enlairar caces cap a Malta del 16 al 19 d'octubre. El 30 d'octubre, se li va ordenar que tornés a casa per substituir el Prince of Wales que marxava a la Home Fleet en cas que el cuirassat Tirpitz intentés entrar a l'Atlàntic Nord.
Va sortir el 2 de novembre i va arribar al llac Ewe, Escòcia, sis dies després, però només hi va romandre unes hores per descarregar els passatgers i reabastir-se abans de partir cap a Hvalfjord, Islàndia, on va arribar el 12 de novembre. El punt culminant de l'estada inicial de Rodney a Islàndia va ser la visita de l'estrella de cinema Douglas Fairbanks Jr., que també hi estava destinat a bord d'un cuirassat americà. El vaixell va ser traslladat a Scapa Flow a finals de desembre, però va rebre l'ordre de tornar a Hvalfjord a mitjans de gener de 1942, on va ser utilitzat breument com a vaixell objectiu pels aviadors de la Força Aèria de l'Exèrcit dels Estats Units.

#### 1942
Es va ordenar a Rodney que es dirigís a Birkenhead per a una reparació el 10 de febrer i després va navegar cap a Liverpool, on va romandre fins al 5 de maig, quan es va ordenar al vaixell que tornés a Scapa per començar a treballar amb el Nelson. Els germans van començar a escortar el comboi WS 19, carregat de tropes amb destinació a Egipte o Birmània, el 4 de juny. Van continuar fins al sud, a la costa de l'Angola portuguesa, abans de tornar enrere el 26 de juny. L'endemà, la direcció del Rodney va començar a funcionar malament malgrat els intents de reparació. Els germans van arribar a Freetown, Sierra Leone, l'1 de juliol, on el vaixell va atracar per a reparacions. En sortir el 17 de juliol, Els germans van tornar a casa, tot i que els problemes de direcció del Rodney aviat van tornar a sorgir. El vaixell va arribar a Scapa el 26 de juliol, on va començar a netejar les seves calderes i va sol·licitar ajuda a la drassana Rosyth per arreglar el seu aparell de direcció.

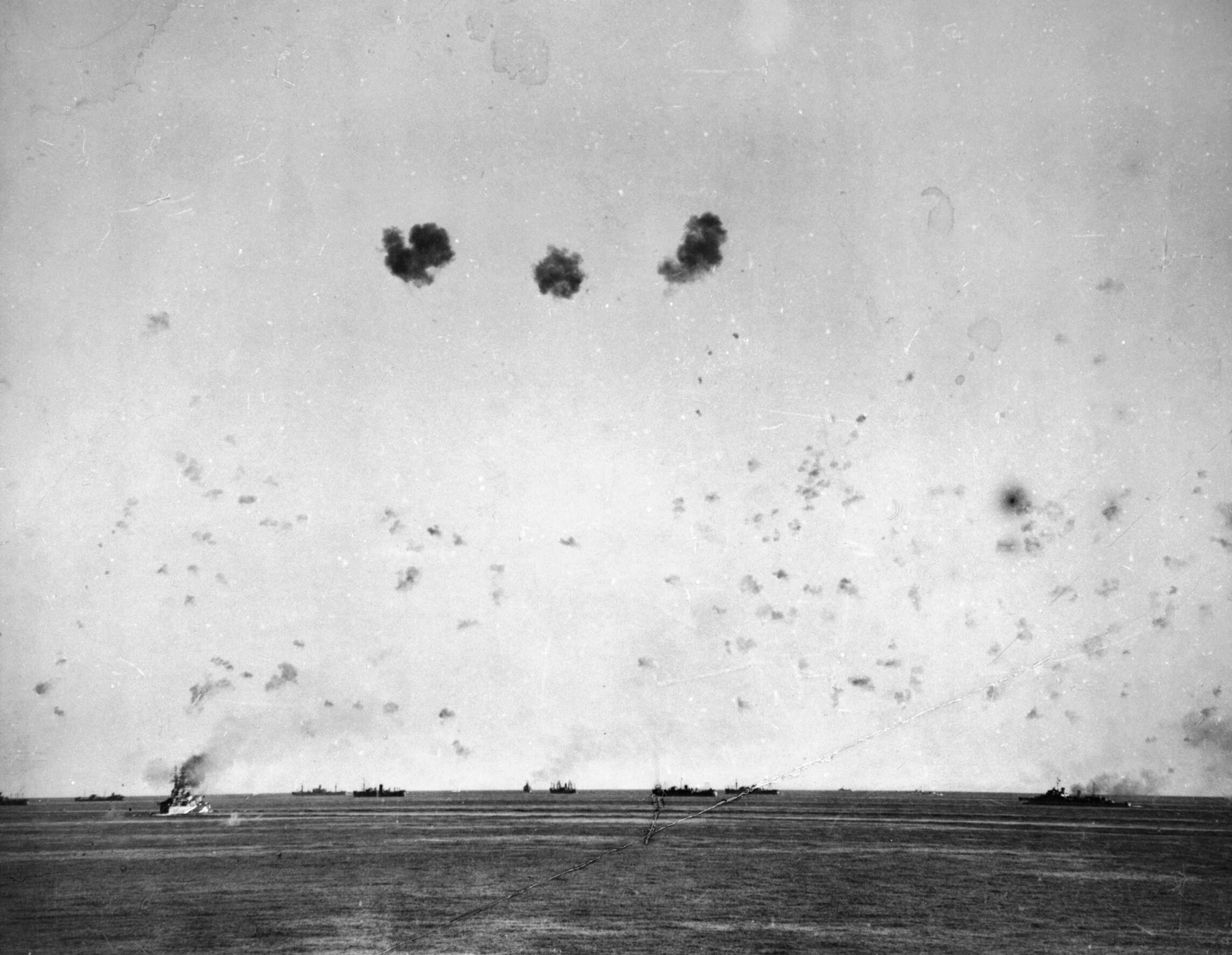
El comboi sota atac aeri, 11 d'agost; el Rodney és a l'esquerra

Va salpar de Scapa el 2 d'agost amb ordres per a tasques d'escorta de combois, però aviat va ser desviada per formar part de l'escorta propera del comboi WS 21S, amb destinació a Malta com a part de l'operació Pedestal. El vicealmirall Sir Bruce Fraser, segon al comandament de la Home Fleet, era a bord del vaixell per adquirir experiència en la integració d'operacions de portaavions i combois i no onejava la seva bandera. El Rodney es va reunir amb el comboi dos dies després i va ser assignat a la Força Z, que tornaria abans que el comboi passés per l'Estret de Sicília. Espies italians a Algesires, a l'Espanya franquista, van albirar el comboi quan passava per l'Estret de Gibraltar el 10 d'agost i avions de reconeixement italians el van localitzar l'endemà al matí. El submarí alemany  U-73 va iniciar el que serien molts atacs de l'Eix contra el comboi i les seves escortes, enfonsant el portaavions Eagle  aquella tarda. Més tard aquella nit, el cuirassat va ser atacat per dos bombarders que gairebé van fallar amb dues bombes i un torpede. El vaixell va poder rastrejar les vies entre dos torpedes llançats per avions italians a les 07:45 del 12 d'agost. Els seus artillers van reclamar un bombarder italià a les 12:17.
Vint minuts més tard, el Rodney va obrir foc amb els seus canons principals contra una onada de torpeders italians que s'acostaven, amb l'esperança d'abatre'n alguns amb esquitxades de projectils, cosa que "ens va espantar a nosaltres, a la nostra escorta i als italians". El vaixell gairebé va ser fallat moltes vegades aquella tarda i el seu aparell de govern va començar a fallar cap a les 14:00, però els enginyers van poder mantenir-lo semioperatiu. A les 18:42, el Rodney va ser atacat per bombarders en picat Junkers Ju 87 "Stuka" pilotats pel 102è Grup de Bombarders en Picat de la Regia Aeronautica. Tot i que el vaixell va abatre un dels seus atacants, una bomba de blindatge va rebotar al sostre de la torreta 'X', ferint quatre Marines que tripulaven els Oerlikons, i dues més van detonar a prop mentre el vaixell intentava evadir les bombes. Les maniobres evasives van empitjorar els problemes de direcció del Rodney i els problemes amb les calderes van començar després que la Força Z fes marxar enrere aquella nit, cosa que va limitar el vaixell a 18 nusos (33 km/h). Van arribar a Gibraltar el 14 d'agost i es van fer reparacions temporals. El Rodney va sortir de Gibraltar per reincorporar-se a la Home Fleet a Scapa dos dies després, però els seus problemes van empitjorar durant el viatge, ja que el mal temps va sobrecarregar encara més els motors de direcció i va agreujar les seves nombroses fuites. El vaixell va ser enviat a Rosyth per a reparacions el 22 d'agost.
Amb les reparacions completades el 16 de setembre, el Rodney va tornar a Scapa el 23 de setembre, però gairebé immediatament va salpar cap al llac Cairnbawn, on els britànics havien creat una rèplica de les defenses al voltant de Tirpitz . El cuirassat havia de servir com a objectiu per als homes granota que s'entrenaven per utilitzar torpedes tripulats per llançar i fixar mines lapa al seu buc, com a preparació per a l'operació Title. El Rodney va tornar a Scapa el 29 de setembre, on va passar la major part d'octubre entrenant-se per preparar la invasió del nord-oest d'Àfrica prevista per al mes següent. Churchill va visitar el vaixell el 10 d'octubre i va agrair a la tripulació els seus esforços durant el Pedestal. El Rodney va salpar cap a Gibraltar el 23 d'octubre i es va reincorporar a la Força H a la seva arribada.

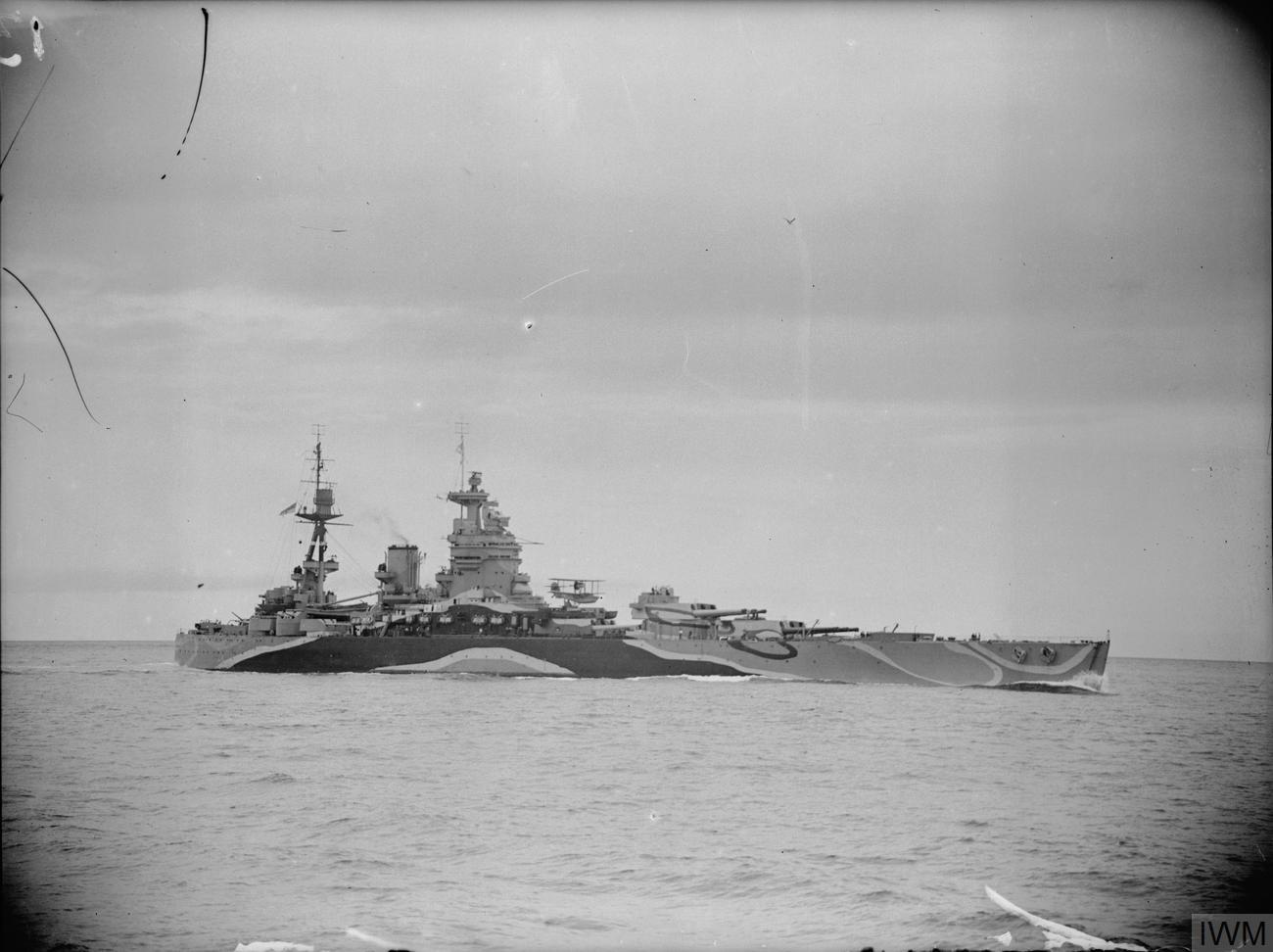
El Rodney davant de Mers-el-Kebir, novembre de 1942

La Força H havia de proporcionar cobertura distant per als desembarcaments a Alger i Oran, a l'Algèria francesa, en cas que la Marina Francesa de Vichy o la Regia Marina intentessin intervenir. Si això no passava, Rodney havia de donar suport a la Força de Tasques Naval del Centre a Oran el 8 de novembre. Altres vaixells havien afrontat els vaixells de guerra al port de Mers-el-Kebir, a Oran, però els quatre canons de defensa costanera de 194 mil·límetres (7,6 polzades) del Fort du Santon, amb vistes al port, encara disparaven als vaixells britànics. El Rodney va disparar 16 projectils dels seus canons principals abans de veure's obligada a retirar-se en resposta a la presència d'un submarí, però els francesos van optar per no respondre. El vaixell va reprendre el foc més tard aquella mateixa tarda, de nou sense resposta. L'endemà al matí, els canons francesos van obrir foc quan el cuirassat va tancar el rang de tir, gairebé impactant-lo. El Rodney es va endinsar més endins i va reprendre el bombardeig amb l'ajuda d'un observador terrestre. El seu bombardeig fins aleshores no havia tingut gaire efecte sobre el fort, ja que els seus canons van començar a bombardejar les tropes americanes que s'acostaven. A petició seva, el cuirassat va reprendre el foc contra el fort malgrat la presència de tropes properes i els francesos van capitular poc després.

#### 1943

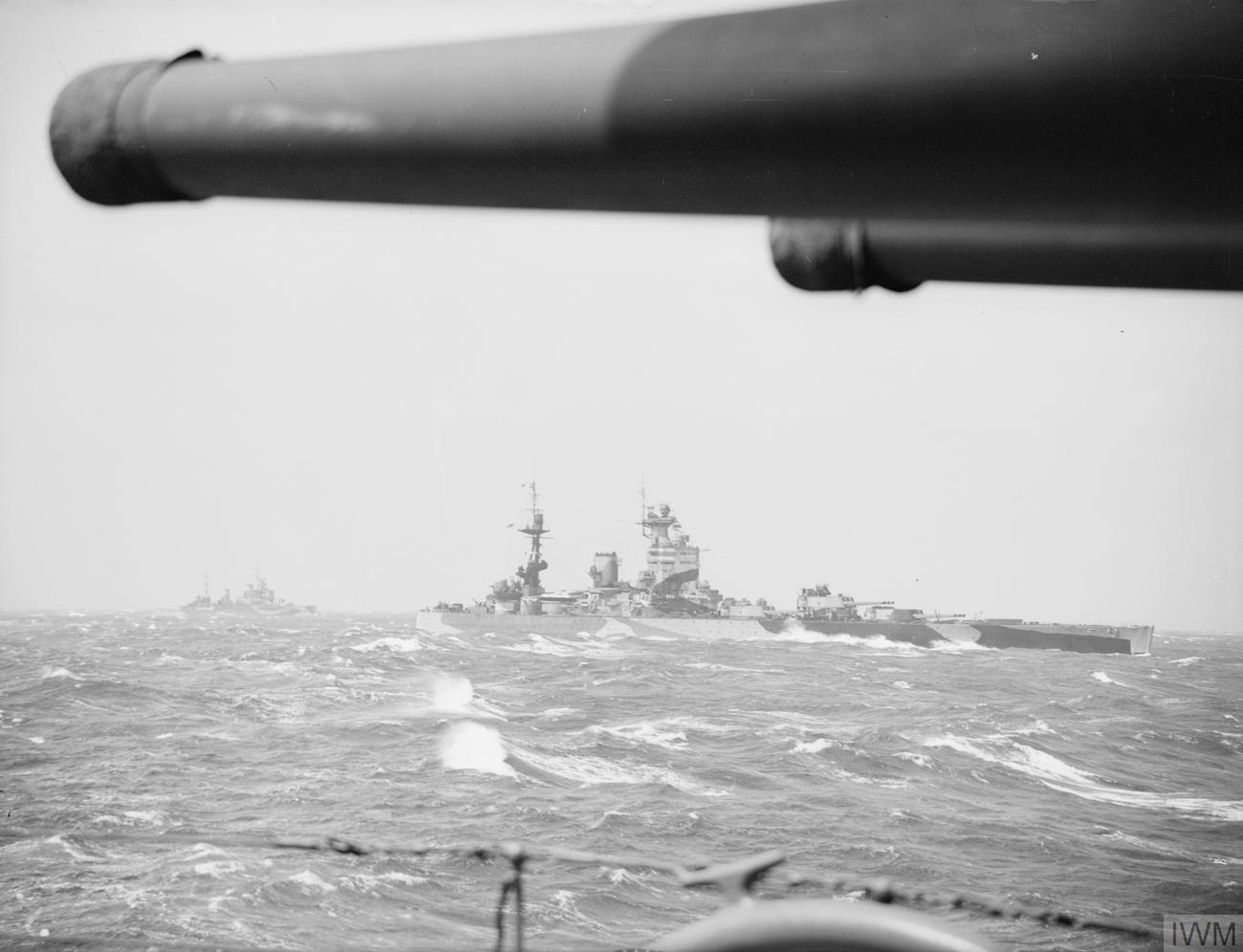
Nelson a la Mediterrània occidental, vist des del Rodney, abril de 1943.

El Rodney va romandre a la Mediterrània fins que va partir cap a Devonport el 7 de maig de 1943 per començar una breu reforma que va durar fins al 28 de maig. El vaixell va arribar a Scapa el 3 de juny per començar l'entrenament per a la invasió de Sicília (operació Husky) i després es va reincorporar a la Força H. No va veure cap combat durant els desembarcaments, tot i que hi va haver molts atacs aeris mentre estava atracat al Gran Port de Malta. El 31 d'agost, el Rodney es va unir al seu germà en el bombardeig de canons de defensa costanera prop de Reggio di Calabria en preparació per a la travessia aliada de l'estret de Messina des de Sicília (operació Baytown) el 3 de setembre, fent explotar un dipòsit de municions durant el seu tir. La Força H va proporcionar suport als desembarcaments a Salern (operació Allau) el 9 de setembre, i el cuirassat només va utilitzar els seus canons antiaeris. El capità Robert FitzRoy va rellevar el Rivett-Carnac el 25 de setembre. El vaixell va tornar al Regne Unit el 5 de novembre, on es va reincorporar a la Home Fleet. Mentre era al mar amb el cuirassat francès  Richelieu per dur a terme un exercici d'artilleria nocturn el 29 de desembre, el Rodney va patir danys meteorològics durant una forta tempesta que va causar importants inundacions a proa.

#### 1944 i el desembarcament de Normandia

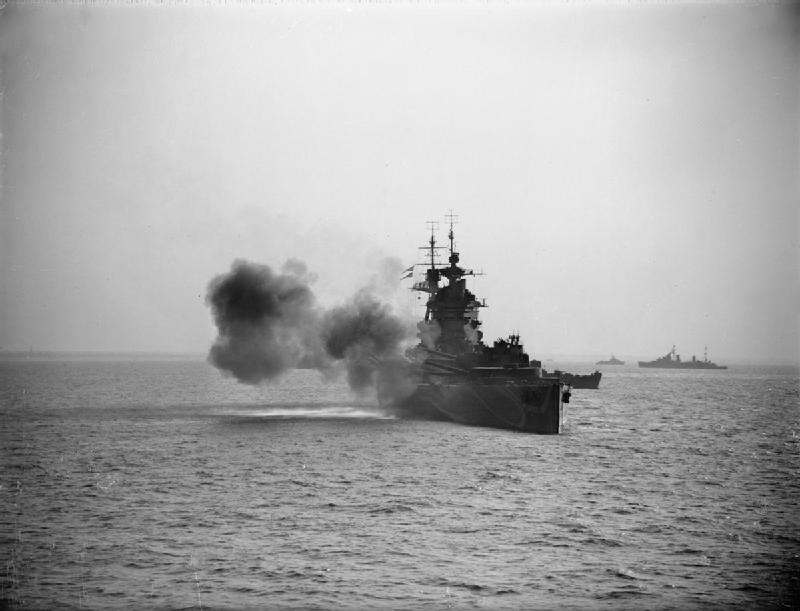
El Rodney disparant els seus canons principals davant de Caen, juny de 1944

El vaixell va sortir de Scapa el 16 de gener de 1944 per començar les reparacions a Rosyth. Es van fer pocs esforços per reparar els problemes persistents de direcció i caldera, ja que els esforços es van centrar a tornar-lo a estar en condicions de navegar. Es van completar el 28 de març, i el Rodney va tornar a Scapa, on va arribar l'1 d'abril. El vaixell va passar la major part dels mesos següents realitzant entrenament d'artilleria, principalment bombardeig a la costa, però també trets antiaeris i pràctiques de defensa contra els atacs de les E-boats. Tot i que inicialment estava en reserva per al desembarcament de Normandia (operació Overlord),  el Rodney va atacar els canons de defensa costanera prop de Le Havre amb dos projectils perforants de 16 polzades el 6 de juny. El vaixell va rebre l'ordre d'avançar per donar suport a les operacions davant de Sword Beach aquella nit i va xocar i enfonsar accidentalment la LCT 427, matant els 13 tripulants, a la foscor i les aigües congestionades davant de l'illa de Wight.
Poc després, una altra LCT es va estavellar a la proa del Rodney, esquinçant un forat de 2,7 m a les plaques del buc i arrugant la proa de la llanxa de desembarcament. Després d'arribar a la seva posició assignada, el vaixell va atacar objectius al nord de Caen, possiblement pertanyents a la 12a Divisió Panzer SS Hitlerjugend, que estava atacant tropes britàniques i canadenques a prop d'allà. Durant el dia, el Rodney va gastar 99 projectils de setze i 132 de sis polzades. Aquella nit, el vaixell es va traslladar a les aigües de Juno Beach per evitar atacs de les forces lleugeres alemanyes. En tornar a Sword Beach el 8 de juny, va bombardejar tropes i vehicles alemanys prop de Caen. L'endemà al matí, el Rodney va començar a atacar objectius a Caen, iniciant la devastació gradual de la ciutat, inclosa la destrucció de la torre de l'església de Saint-Pierre. Aquell dia, el vaixell també va disparar contra canons de defensa costanera a Houlgate i Benerville-sur-Mer. Després d'un atac aeri ineficaç contra els vaixells de Sword Beach aquella tarda, Rodney es va retirar per reposar les seves municions a Milford Haven.
El vaixell es va mantenir en reserva fins al 18 de juny, quan el seu germà va xocar contra una mina i es va haver de retirar. Una forta tempesta va començar l'endemà i va fer que totes les operacions cessessin. Un LCT es va refugiar a sotavent del cuirassat durant la durada de la tempesta i un vaixell d'arrossegament va xocar amb el Rodney el 21 de juny, però no va patir danys greus. La nit del 23 al 24 de juny, el vaixell va ser atacat ineficaçment dues vegades pels bombarders Junkers Ju 88; els seus artillers van reclamar un avió. Disparant per primera vegada des del seu retorn, els canons del Rodney van començar a bombardejar objectius durant l'operació Epsom, que va començar el dia 26. Aquests van incloure una operació esporàdica de 30 hores disparant un obús ocasional a 35 km terra endins, per evitar que una divisió Panzer creués un pont. El vaixell també va proporcionar suport de foc durant l'operació Windsor, un assalt canadenc parcialment reeixit sobre Carpiquet i el seu aeròdrom a l'oest de Caen del 4 al 5 de juliol, i l'operació Charnwood, un assalt frontal sobre Caen del 8 al 9 de juliol. Alguns dels objectius atacats normalment estaven més enllà de l'abast màxim dels canons del Rodney , però es bombava petroli cap a un costat per donar al vaixell una escora temporal que va servir per augmentar l'elevació i l'abast dels canons. Després del final de Charnwood, el vaixell es va retirar a mesura que les forces aliades s'endinsava més a França. Havia gastat un total de 519 projectils de setze i 454 de sis polzades durant la seva estada davant la costa normanda.
L'artilleria de llarg abast a l'illa d'Alderney, ocupada pels alemanys, estava interrompent les operacions aliades davant la cantonada nord-oest de la península de Cotentin després dels desembarcaments a Normandia. El Rodney va rebre l'encàrrec d'eliminar el problema i va bombardejar la Batterie Blücher el 12 d'agost, prenent posició a l'altre costat del Cap de la Hague per evitar el foc de resposta. Va disparar 75 projectils de setze polzades a la posició d'artilleria, creient que tres dels quatre canons havien estat danyats. L'anàlisi de la postguerra va mostrar que, tot i que 40 projectils havien caigut a menys de 200 metres del centre de la bateria , només un canó havia estat realment danyat i va tornar a estar en servei al novembre. Els altres tres canons van reprendre el disparar contra els vaixells aliats el 30 d'agost.

#### Postinvasió
Després de dues setmanes a Portland, el vaixell va arribar a Devonport el 27 d'agost per a reparacions que originalment havien de durar un mes o més. El seu temps a la drassana es va reduir i es va ordenar al Rodney dirigir-se cap al nord. Va arribar a Scapa el 15 de setembre i va salpar l'endemà per escortar el comboi JW 60 amb destinació a Múrmansk. Les escortes van ancorar a Vaienga el 23 de setembre després d'una travessia sense incidents. L'almirall Arseni Golovko va visitar el vaixell tres dies després per coordinar els preparatius per a la defensa dels combois. El Rodney es va reunir amb el comboi RA 60 que tornava el 28 de setembre. Els submarins alemanys van aconseguir enfonsar dos vaixells del comboi, tot i perdre'n un dels seus, i el vaixell va arribar a Scapa el 5 d'octubre. Es va convertir en el vaixell insígnia de la Home Fleet quatre dies després, quan l'almirall Sir Henry Moore va hissar la seva bandera a bord. En general, el Rodney es va quedar a Scapa durant l'any següent, alleujant el tedi amb una visita del rei Jordi VI, la reina Elisabet i les seves filles, Elisabet i Margarida, a finals de setembre de 1945. El vaixell va navegar cap al sud a mitjans de novembre, amb destinació a Portsmouth, on Moore transferiria la seva bandera a la seva germana. Va arribar a Rosyth el 2 de desembre, on va estar atracat al dic sec número 3 des del 8 de desembre fins a l'1 de març de 1948; durant aquest temps, es va inspeccionar l'estat del Rodney i es van reparar les seves fuites. Va ser transferit a BISCO a principis d'aquell any per a la seva eliminació i el vaixell va ser assignat a Thos. W. Ward el 26 de març per ser desballestat a Inverkeithing.